# Maybach Music Group
Maybach Music Group (MMG) è una etichetta discografica fondata dal rapper Rick Ross, attualmente distribuita dalla Warner Bros. e Def Jam Recordings. La Maybach Music Group ha pubblicato il suo primo album nel 2009 con Rick Ross Deeper Than Rap.

## Storia
Dopo l'uscita dell'album di Rick Ross si è maggiormente interessato sulla firma di artisti per la sua etichetta, scoprendo artisti come Masspike Miles e A$AP Neve. In Seguito Ha firmato Gunplay da Miami, Torch dal Bronx, e Young Breed. Nel 2011 firmano per la Maybach Music Group: Wale, Meek Mill, Pill, Tedra Moses e Stalley.
La Maybach Music Group ha pubblicato il secondo album di debutto dei Triple C's (Gunplay, Torch, Rick Ross e Young Breed) intitolato Custom Cars & Cycles.
Poi, nel 2010, Ross ha pubblicato Teflon Don. Nel 2010, Ross ha presentato un'offerta al rapper Wiz Khalifa per firmare con la Maybach Music Group, ma ha deciso di firmare con L'Atlantics Record. Rick Ross intende inoltre di avviare una divisione: La Maybach Music Giamaica e ha firmato come primo artista reggae, Magazeen.
Il 23 maggio 2011, Maybach Music Group ha pubblicato Self made vol. 1, con Rick Ross, Meek Mill, Pill e Wale.
Il 2 maggio 2012, Omarion firma per la Maybach Music Group. Ross ha annunciato che Self Made vol. 2 sarà pubblicato il 26 giugno 2012 e God Forgives, I Don't il 31 luglio 2012.
Sono stati aggiunti nella casa discografica l'artista R&B Omarion e French Montana. Il 12 luglio 2012 Ross porta nella MMG un artista di Chicago Rockie Fresh.

## Self Made Vol.1 (2011)
Il 23 maggio 2011 , la Maybach Music Group ha pubblicato la compilation album Self Made vol. 1, con Rick Ross, Meek Mill, Pill e Wale. Il Primo singolo dell'album è Tupac Back con Rick Ross e la collaborazione di Meek Mill. L'album vende 58,900 copie nella prima settimana, debutta in numero 5 posizione nella Billboard 200 e in numero 1 posizione nella Billboard Rap Albums.

## Self Made Vol.2 (2012)
Nel 2012 Rick Ross Annuncia l'uscita della nuova compilation album Self Made Vol.2. Il Primo Singolo dell'album è Bag Of Money con Rick Ross, Wale, T-Pain e Meek Mill.
Durante La Conferenza Stampa Organizzata Dalla Maybach Music Group è stato annunciato che Self Made Vol.2 uscira' il 26 giugno. 
Inoltre è stato aggiunto nella casa discografica l'artista R&B Omarion e French Montana.
L'album vende 98 000 copie nella prima settimana, debutta in numero 4 nella Billboard 200, e numero 1 Posizione in Rap Albums.

## Discografia
Lista degli album pubblicati dalla Maybach Music Group e distribuiti dalla Warner Bros. Records.
| Artista    | Album                                         | Dettagli                                                                                             |
| ---------- | --------------------------------------------- | --- |
| Rick Ross  | Deeper Than Rap (released with Def Jam)       | - Pubblicato: 21 aprile, 2009 - Chart position: 1 U.S. - Vendite: 434.000                            |
| Triple C's | Custom Cars & Cycles (released with Def Jam)  | - Pubblicato: 27 ottobre, 2009 - Chart position: 44 U.S. - Vendite: 12.200                           |
| Rick Ross  | Teflon Don (released with Def Jam)            | - Pubblicato: 20 luglio, 2010 - Chart position: 2 U.S. - Vendite: 724.000 - RIAA certification: Gold |
| MMG        | MMG Presents: Self Made Vol. 1                | - Pubblicato: 23 marzo, 2011 - Chart position: 5 U.S. - Vendite: 200.000                             |
| Wale       | Ambition                                      | - Pubblicato: 1º novembre, 2011 - Chart position: 2 U.S. - Vendite: 417.000                          |
| MMG        | MMG Presents: Self Made Vol. 2                | - Pubblicato: 26 giugno, 2012 - Chart position: 4 U.S. - Vendite: 98.000                             |
| Rick Ross  | God Forgives, I Don't (released with Def Jam) | - Pubblicato: 31 luglio, 2012 - Chart position: 1 U.S. - Vendite: 200.000 (Prima Settimana)          |

### Mixtapes
- Rick Ross - The Albert Anastasia EP (27 maggio, 2010)
- Masspike Miles - Superfly (10 agosto, 2010)
- Rick Ross - Ashes To Ashes (24 dicembre, 2010)
- Magazeen - Anthology (31 marzo, 2011)
- Meek Mill - Dreamchasers (11 agosto, 2011)
- Wale - The Eleven One Eleven Theory (17 agosto, 2011)
- Rick Ross - Rich Forever (6 gennaio, 2012)
- Masspike Miles - Say Hello To Forever (24 gennaio, 2012)
- Stalley - Savage Journey To The American Dream (30 marzo, 2012)
- Meek Mill - Dreamchasers 2 (7 marzo, 2012)

## Artisti
| Artisti        | Anno Firma | # Album pubblicati con MMG |
| -------------- | ---------- | -------------------------- |
| Rick Ross      | 2008       | 4                          |
| Masspike Miles | 2008       | 3                          |
| Triple C's     | 2008       | 1                          |
| Magazeen       | 2010       | 1                          |
| Wale           | 2011       | 2                          |
| Meek Mill      | 2011       | 2                          |
| Teedra Moses   | 2011       | 1                          |
| Stalley        | 2011       | 1                          |
| Omarion        | 2012       | 1                          |